# Pero Alonso Roldán
Pero Alonso Roldán. Moguer (Huelva), siglo XV – ¿México?, siglo XVI. Fue un Navegante, capitán y conquistador, perteneciente a la familia Roldán con una dilatada experiencia marinera en Moguer de la época del descubrimiento de América.

## Biografía
Nacido en Moguer, viaja a América como capitán y piloto de un barco en el que también viaja su hijo Rodrigo Simón. En febrero de 1521 participa en la expedición de Julián de Alderete, organizada por Rodrigo de Bastidas, para sumar armas, caballos, dinero y soldados a Hernán Cortés en Nueva España, y en la que fue capitán y piloto de la nao en la que viajaban. En esta expedición, participa en todas las batallas desarrolladas en este período en México, Pánuco y Nueva Galicia. Se casa con Inés Álvarez Liximano, desconociéndose la fecha y lugar de su muerte.